# Катеринівка (Лебединська міська громада)
Катери́нівка — село в Україні, у Лебединській міській громаді Сумського району Сумської області. Населення становить 477 осіб. До 2020 орган місцевого самоврядування — Катеринівська сільська рада.

## Географія
Село Катеринівка знаходиться за 2,5 км від правого берега річки Грунь. На відстані до 2-х км розташовані села Олексіївка, Грунь та Підопригори. По селу протікає струмок з загатою, що пересихає.

## Історія
Село Катеринівка відоме з другої половини XVII століття.
Коли Ополонівські пани виміняли Катеринівку, Дмитрівку та ще декілька сіл на двох собак!
З тих пір і пішла слава «на собак міняні» також їх називають «гостроухі» «галеки» «собаки»
За даними на 1864 рік в власницькій деревні Катеринівка Лебединського повіту Харківської губернії, мешкало 546 осіб (262 чоловічої статі та 284 — жіночої), налічувалось 35 дворових господарств.
12 червня 2020 року, відповідно до Розпорядження Кабінету Міністрів України № 723-р «Про визначення адміністративних центрів та затвердження територій територіальних громад Сумської області», увійшло до складу Лебединської міської територіальної громади.
19 липня 2020 року, після ліквідації Лебединського району, село увійшло до Сумського району.

## Пам'ятки
- Михайлівська цілина – відділення Українського степового природного заповідника. Серед заповідних ділянок Сумщини  Михайлівська цілина посідає особливе місце. ЇЇ унікальність полягає в тому, що тут охороняється ділянка плакорного лучного степу. Плакорні степи в Україні  майже повністю розорані. Цей невеликий куточок неораного степу репрезентує лучні степи, які в минулому були поширені  в лісостепу.  Михайлівська цілина є одним із чотирьох  відділень Українського степового природного заповідника. Загальна площа його становить 202 га. Флора заповідника нараховує понад 500 видів. Особливу цінність являє велика група цінних злакових і бобових рослин.
- Катеринівський ботанічний заказник — ботанічний заказник місцевого значення.